# Nichtsdestotrotz
Nichtsdestotrotz ist ein Konjunktionaladverb, das, auf eine Aussage folgend, eine gegensätzliche oder einschränkende Aussage einleitet. Synonyme sind nichtsdestoweniger, trotzdem, dennoch, dessen ungeachtet und gleichwohl.
Das Wort entstand in der Studentensprache als scherzhaftes Kofferwort, indem die beiden gleichbedeutenden Wörter ,nichtsdestoweniger‘ und ,trotzdem‘ zu einem verschmolzen wurden. Nichtsdestotrotz verbreitete sich seit dem ausgehenden 19. Jahrhundert bis in die Schriftsprache hinein.
Ob diese ursprünglich scherzhafte Wortbildung als standardsprachlich zu akzeptieren ist, wird unterschiedlich bewertet.

## Etablierung in der Literatur seit dem 19. Jahrhundert
Der Sprachwissenschaftler Heinz Küpper (1909–1999) verweist in dem von ihm verfassten Illustrierten Lexikon der deutschen Umgangssprache (Band 6, 1984) darauf, dass der Begriff wahrscheinlich um 1870 in Berlin aufgekommen ist, und stützt sich hierbei auf Belege seit 1898.
Der früheste Beleg stammt aus dem Jahre 1884 und ist in den Dialektgedichten Edwin Bormanns (1851–1912) zu finden.
1890 taucht der Begriff in einem Artikel der Neuen Rundschau auf.
Einige Wörterbücher, darunter manche Editionen des Duden-Verlages wie auch Brockhaus-Wahrig 2011/2012, führen es als umgangssprachlich. Das große Wörterbuch der deutschen Sprache (Duden, 2013) taxiert das Adverb als „scherzhafte Mischbildung“. In anderen Werken, z. B. einigen Wahrig-Ausgaben, wird es nicht als umgangssprachlich bezeichnet. Die dtv-Ausgabe des Wahrig 1997 (in neuer Rechtschreibung) führt das Wort nicht auf.
Im 20. Jahrhundert wurde das Wort in mehreren weiteren Wörterbüchern aufgeführt, erläutert und kommentiert:
- 1935 verzeichnete der Sprach-Brockhaus den Begriff kommentarlos und ohne Bewertung als scherzhaft oder umgangssprachlich, ebenso
- 1943 Trübners Deutsches Wörterbuch, Band 4, 1943, bearbeitet von Alfred Götze.
- 1952 wurde es im Rechtschreib-Duden als umgangssprachlich bezeichnet.
- 1966 bewertete Wahrigs Deutsches Wörterbuch den Begriff als scherzhaft und umgangssprachlich.
- 1973 erschien es kommentarlos in Knaurs Rechtschreibung.
- 1991 erläuterte und kommentierte Lutz Röhrich in dem von ihm verfassten Lexikon der sprichwörtlichen Redensarten den Eintrag folgendermaßen: Nichtsdestotrotz: trotzdem, gleichwohl; scherzhaft dem Nichtsdestoweniger nachgebildet, dessen Etymologie dem Gefühl des Laien unzugänglich ist.

Trotz seiner Herkunft und entgegen aller Kritik wurde das Wort als eines der schönsten deutschen Wörter vorgeschlagen. Die Jury des Goethe-Instituts nahm es in ihre Auswahl auf.